# Athetis cineracea
Athetis cineracea là một loài bướm đêm trong họ Noctuidae.